# Carla Díaz (actriz brasileña)
Carla Diaz (São Paulo, 28 de noviembre de 1990) es una actriz y cantante brasileña.

## Carrera
Comenzó su carrera en 1992 con tan solo dos años de edad, realizando comerciales de televisión donde, en total, realizó alrededor de 80 comerciales. En telenovelas debutó en 1994 donde interpretó a Eliana, Éramos Seis, y en 1996 saltó a la fama como la dulce Tininha Colégio Brasil, ambos de SBT. En 1997 se dio a conocer a nivel nacional al actuar en el final de la primera temporada de la novela Chiquititas Brasil como la pequeña María, donde permaneció durante cuatro temporadas, saliendo en 1999.
En 2000 se mudó a la Rede Globo, donde integró la telenovela Laços de Família como la dulce Raquel, pero fue en 2001 que se consolidó como actriz en O Clone, donde encarnó Khadija Rachid, hija de la protagonista Jade (Giovanna Antonelli). En 2003 interpretó a Angélica en la miniserie A Casa das Sete Mulheres, una pequeña guerrillera hija de uno de los siete protagonistas. En 2004 Carla fue la presentadora del Premio Mejor del Año Austregésilo de Athayde, de la Academia Brasileira de Letras. En los años siguientes protagonizó el Sítio do Picapau Amarelo, como la temperamental Cléo, y A Grande Família, como Beatriz.
En 2007 Carla afrontó uno de sus trabajos más duros en Sete Pecados, donde Gina interpretaba a la huérfana, víctima de bullying en el colegio por ser portadora del VIH, sufriendo palizas y vejaciones. En febrero de 2009, firmó un contrato con Rede Record, ingresando a la trilogía Os Mutantes, la tercera etapa Promessas de Amor, donde interpreta a la coprotagonista Juno. En 2011 se unió al elenco de Rebelde, como la misteriosa Márcia. En 2014, interpreta a la periodista del bloque negro, Lucrécia, en la miniserie política Plano Alto. Su último personaje en TV Record fue la princesa Melina en Una Tierra Prométida.
En junio de 2011, Carla realizó un sensual ensayo para la revista masculina VIP. En 2016 debutó como cantante participando en el sencillo "Voa" de Bernardo Falcone.
En agosto de 2017, vuelve a Rede Globo para vivir Carine, en la novela de las 21 horas, Querer Sin límites.
En enero de 2021, se anunció que es concursante del programa de telerrealidad Big Brother Brasil 21.

## Filmografía

### Television
| Año  | Título                      | Rol                                              | Notas                                             |
| ---- | --------------------------- | ------------------------------------------------ | ------------------------------------------------- |
| 1994 | Éramos Seis                 | Eliana                                           |                                                   |
| 1996 | Colégio Brasil              | Cristina (Tininha)                               |                                                   |
| 1997 | O Amor Está no Ar           | Luísa Schneider (young)                          | Episodio: "31 Marzo 1997"                         |
| 1997 | Chiquititas Brasil          | Maria                                            | Temporada 1–4 (1997–1999)                         |
| 2000 | Laços de Família            | Rachel Bueno                                     |                                                   |
| 2001 | El clon                     | Khadija Rachid                                   |                                                   |
| 2003 | A Casa das Sete Mulheres    | Angélica Gonçalves da Silva                      |                                                   |
| 2003 | Sítio do Picapau Amarelo    | Cléo                                             | Temporada 3                                       |
| 2006 | A Grande Família            | Paola de Oliveira Albuquerque Guimarães e Santos | Episodio: "As Debutantes"                         |
| 2007 | Sete Pecados                | Regina Silveira (Gina)                           |                                                   |
| 2008 | Casos e Acasos              | Valéria (Val)                                    | Episodio: "O Concurso, o Vestido e a Paternidade" |
| 2009 | Promessas de Amor           | Juno Fischer Matoso                              |                                                   |
| 2011 | Rebelde                     | Márcia Luz Maldonado                             |                                                   |
| 2014 | Milagres de Jesus           | Keila                                            | Episodio: "A Cura de um Menino Possesso"          |
| 2014 | Plano Alto                  | Lucrécia                                         |                                                   |
| 2016 | A Terra Prometida           | Melina                                           |                                                   |
| 2017 | A Força do Querer           | Carine de Sá                                     |                                                   |
| 2018 | Malhação: Vidas Brasileiras | Clarissa                                         | Episodios: "29 Junio–3 Julio, 2018"               |
| 2018 | Super Chef Celebridades     | Participant                                      | Temporada 7; Reality show of Mais Você            |
| 2018 | Espelho da Vida             | Carine de Sá                                     | Episodio: "29 Septiembre, 2018"                   |
| 2019 | Espelho da Vida             | Gisele                                           | Episodios: "2–20 Febrero, 2019"                   |
| 2021 | Big Brother Brasil          | Participante                                     | Temporada 21: 13º lugar                           |
| 2021 | As Crianças Que Amamos      | Herself                                          | Episodio 11                                       |
| 2023 | Dança dos Famosos           | Participante                                     | Temporada 20                                      |